# Альбрехт Альтдорфер

Альбре́хт Альтдо́рфер  (нім. Albrecht Altdorfer; бл. 1480–1538) — німецький маляр, графік і архітектор, головний представник так званої наддунайської школи, малював релігійні та алегоричні картини, перший у європейському малярстві створив пейзаж без фігур.

## Біографія
Народився близько 1480 року в Регенсбурзі, де його батько, Ульріх Альтдорфер, за кілька років до цього отримав статус городянина. У 1491 батько Альбрехта Альтдорфера відчуває матеріальну скруту, відмовляється від Регенсбурзького громадянства і залишає місто. У 1505 Альбрехт відновлює своє громадянство в рідному місті. У 1507 Альтдорфер вперше починає ставити на гравюрах свій підпис, створений як наслідування знаменитої монограми Альбрехта Дюрера .
1517 року Альбрехт Альтдорфер, який був на той час відомим городянином і мав замовлення від самого короля Максиміліана І, стає членом міської ради. У 1519 році підтримав рішення ради про виселення з міста євреїв та знесення їхньої синагоги, на місці якої було споруджено Церкву «Zur Schönen Maria». Збереглися гравюри Альтдорфера із зображенням цієї церкви.
Помер у Регенсбурзі у 1538 році.

## Творчість

### Вхідна залаРегенсбурзької синагоги

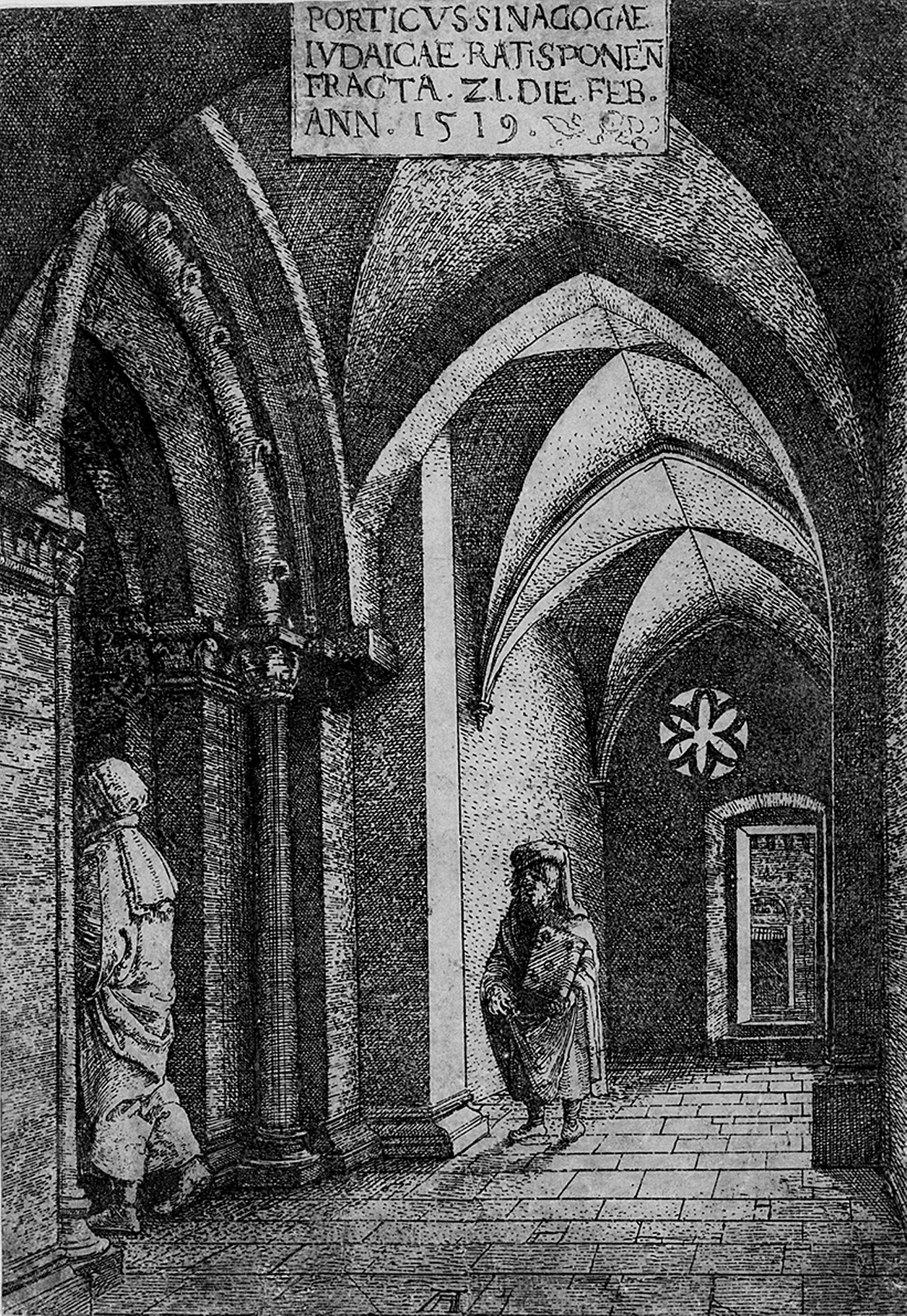
Вхідна зала Регенсбурзької синагоги, 1519 р

Імператор Максиміліан довгий час був захисником євреїв у містах імперії, стягуючи з них значні податки в обмін. Однак за кілька тижнів після його смерті місто Регенсбург, яке звинуватило у своїх економічних проблемах процвітаючу єврейську громаду, вигнало євреїв. Альтдорфер, член Зовнішньої ради, був одним із тих, кого вибрали, щоб повідомити євреям, що вони мали дві години, щоб спорожнити синагогу, і п’ять днів, щоб залишити місто. Дата знесення, вписана у верхній частині відбитка, свідчить про те, що Альтдорфер зробив підготовчі ескізи, а також самі гравюри, знаючи, що будівлю буде знищено. Схоже, що відбитки були зроблені швидко, цілком можливо, протягом п’яти днів до руйнування храму: пластина не була рівномірно витравлена, особливо в місцях щільного штрихування, де окремі лінії втрачають чіткість. Крім того, склепіння, злегка нахилені, здається, були обведені від руки. Незважаючи на, здавалося б, делікатне зображення, відбиток був задуманий не як співчутливе відображення аспекту єврейської культури, а як набагато безпристрасний документ міста. Таким чином, це перше зображення справжньої пам’ятки архітектури в європейській гравюрі.

### «Битва Александра Македонського з Дарієм»
«Битва Александра Македонського з Дарієм» написана художником 1529 року — найвідоміша робота Альбрехта Альтдорфера. Нині експонується у Старій пінакотеці, Мюнхен.

### «Купання Сюзанни»
Цікавою роботою з композиційного погляду є картина «Купання Сюзанни» (Стара Пінакотека), створена в 1526 році. На картині зображений епізод з Біблії, коли пророк Даниїл, порятував Сюзанну, засуджену до смерті за фальшивим звинуваченням у подружній зраді. Події на картині розгортаються на тлі чотириповерхового палацу, старанно виписаного художником. Такий інтерес до архітектурних деталей можна пояснити призначенням Альтдорфера в 1526 році головним архітектором (нім. Stadtbaumeister) міста.

### «Лісовий пейзаж із битвою святого Георгія»
У «Лісовому пейзажі з битвою Святого Георгія» (1510 р.) майстер використав виразні можливості техніки малюнка на тонірованому папері. Спочатку художник широким пензлем широко наніс темно-зелене листя, а потім тонким пензлем каліграфічно прокреслив сяйво сонця на вітах та листі. У нижній частині картини помітний невеликий просвіт — ця деталь повертає глядача до теми картини, привертаючи увагу до сцени двобою лицаря з драконом.

### «Святе сімейство»
У тому ж 1510 р. була написана картина «Святе сімейство». Як встановлено зі зробленого на ній напису, Альтдорфер пожертвував свій витвір якомусь храму. Сцена мирного відрочинку Йосифа та Марії з дитям зображена дещо сентиментально, а пейзаж — гористий морський берег, на якому в яскравих променях сонця, що вже сідає, стоять ніби іграшкові будиночки та башти — нагадує казку.

### Пейзаж
У 20 роках XVI ст. майстер повернувся до пейзажу без сюжетних мотивів. Цей жанр у його творах представляють десятки малюнків і гравюр, і дві картини — «Дунайський пейзаж» і «Пейзаж з містком». Альтдорфер писав ці карини по пам'яті в майстерні, поєднуючи в одному творі пейзажі, побачені у різних місцях. Примітно те, що Альтдорфер не тільки сам відчував потяг до природи, але й отримував замовлення від шанувальників «чистого» пейзажу.

## Галерея

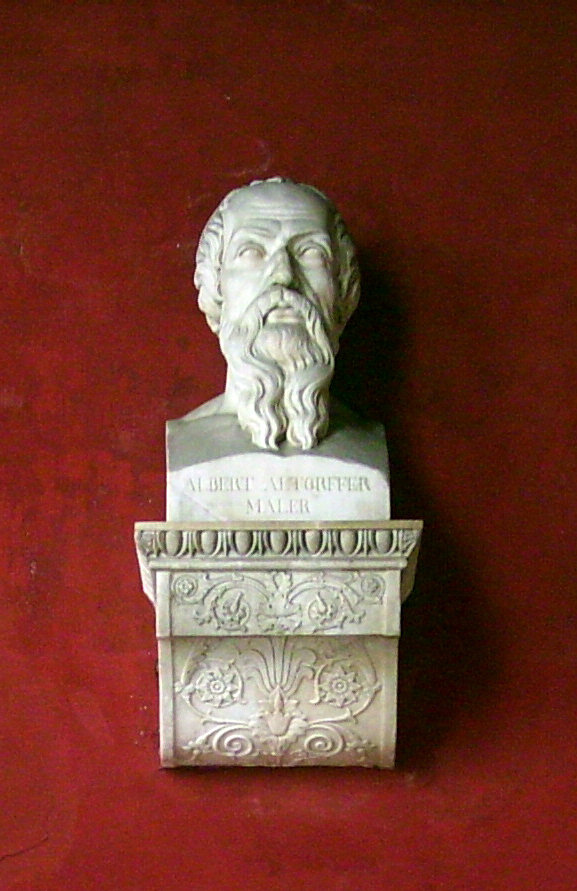
Бюст А. Альтдорфера в мюнхенській Залі Слави
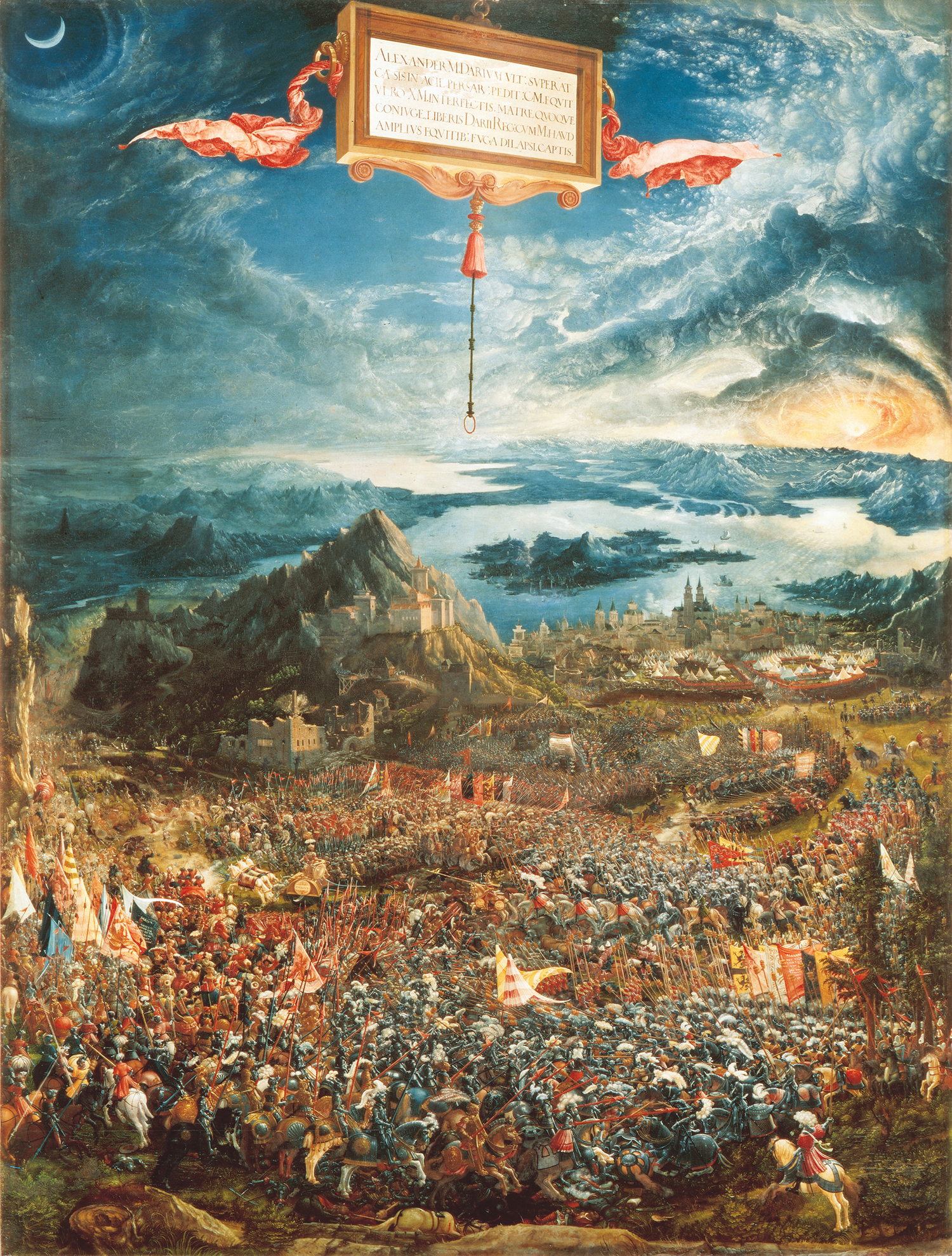
Битва Александра
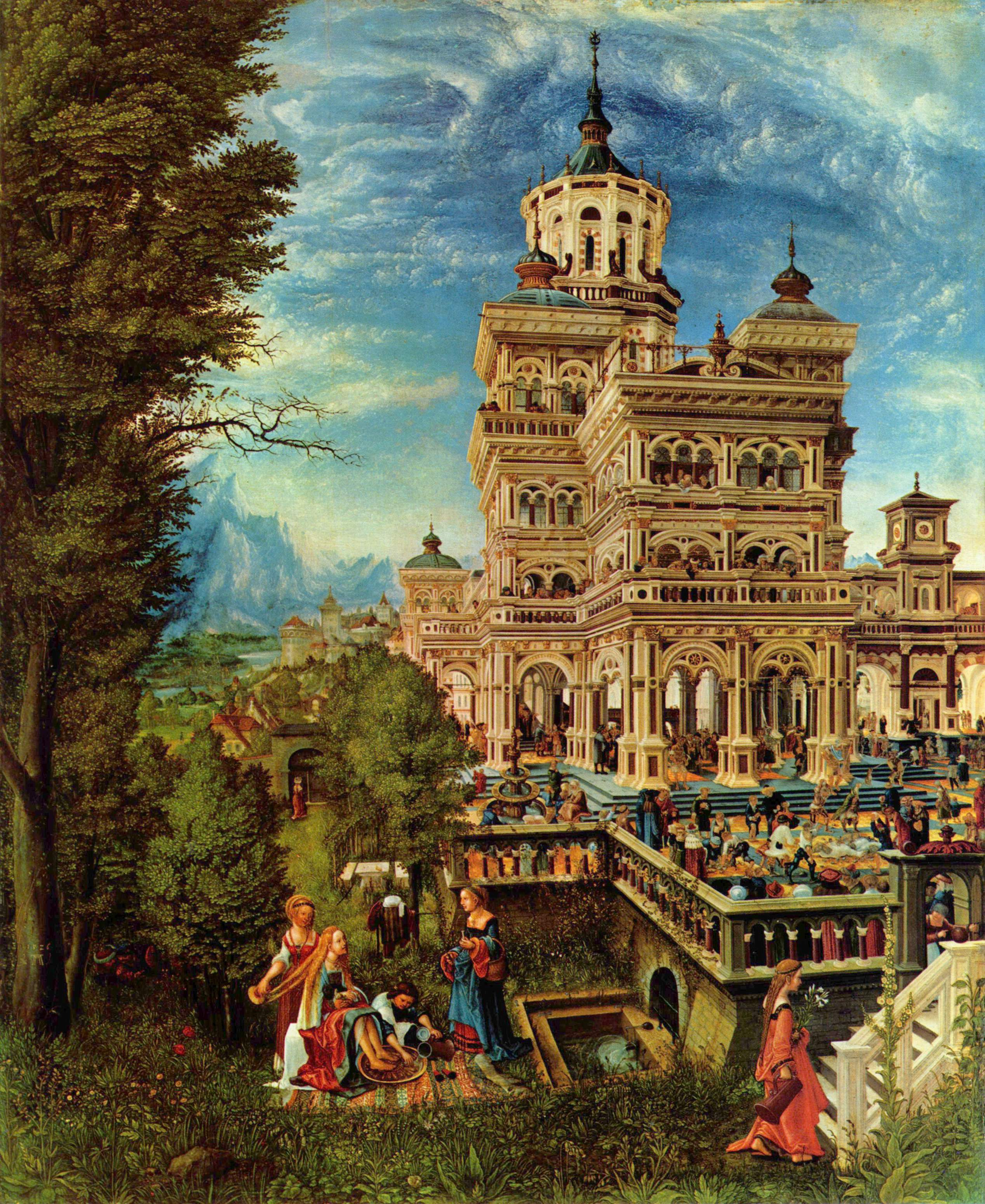
«Купання Сюзанни», Стара Пінакотека, 1526